# Taichang

Kaiser Taichang

Taichang 泰昌 (* 28. August 1582; † 26. September 1620), Geburtsname: Zhu Changluo 朱常洛, Tempelname: Guangzong 光宗, war der vierzehnte chinesische Kaiser der Ming-Dynastie. Er regierte nur einen Monat im Jahr 1620 über China.
Kaiser Taichang war ein ungewollter Erbe, gezeugt mit einer Konkubine. Er wuchs auf, von seinem Vater ignoriert, in einer luxuriösen und dekadenten Welt von Hofintrigen, angeführt von der Konkubine Zheng, deren Sohn der Wanli-Kaiser bei weitem bevorzugte. Die ersten zwanzig Jahre seines Lebens sprach ihm sein Vater nicht einmal den Titel eines Kronprinzen zu, obwohl er der Erstgeborene des Kaisers war. Erst 1601 erhielt er diesen Rang, doch musste er noch zwanzig Jahre warten, bis er regieren konnte. Im Jahr 1615 versuchte die Konkubine Zheng den Kronprinzen in dessen eigenen Palast ermorden zu lassen, um dem eigenen Sohn die Erbfolge zu sichern. Doch das Komplott wurde entdeckt. Wanli hingegen verschonte Zheng und unterdrückte stattdessen alle Untersuchungen des Falls.
Nach dem Tod des Wanli-Kaisers 1620 bestieg Taichang den Thron. Seine Herrschaft dauerte nur einen Monat und war damit zu kurz, um an der geschwächten Lage der Regierung oder an den zerrütteten Finanzen etwas ändern zu können. Taichang bestieg bereits erkrankt den Drachenthron und starb unter mysteriösen Umständen. Es hält sich bis heute der Verdacht, er sei von Anhängern der Konkubine Zheng vergiftet worden. Bei seinem Tod war sein eigener Vater Wanli noch nicht einmal beigesetzt, so dass für zwei Kaiser gleichzeitig Staatstrauer verhängt werden musste. Da er so schnell starb, konnte er auch kein eigenes Mausoleum erbauen. Als Ausweg wurde für ihn das Mausoleum des Usurpators Jingtai wiederaufgebaut. Taichang folgte sein erst 14 Jahre alter Sohn als Tianqi im Amt des Kaisers nach.